# Reloj de sobremesa

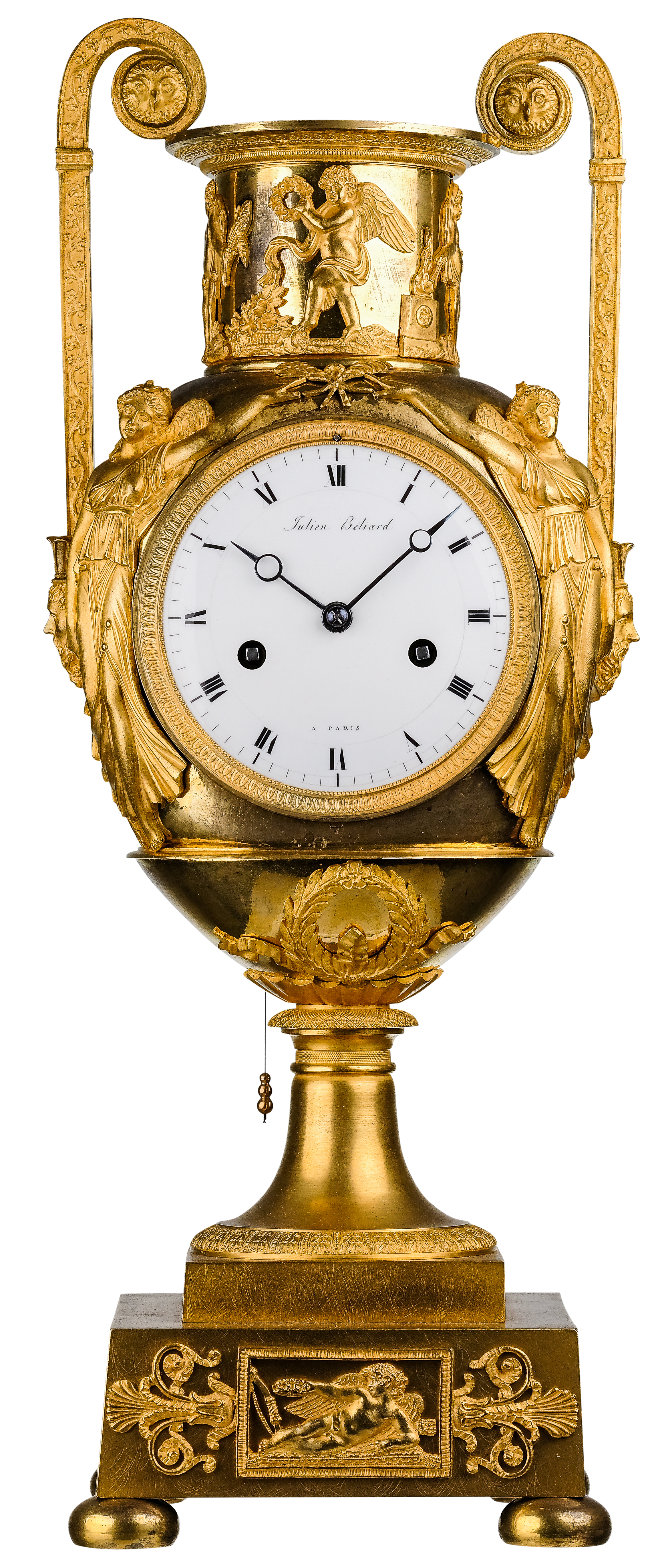
Reloj de sobremesa (alrededor de 1800) de Julien Béliard, París, maître horloger grabado en la rue Saint-Benôit y rue Pavée en 1777, todavía activo en 1817, o Julien-Antoine Béliard, maître horloger en 1786, grabado en la rue de Hurepoix, 1787–1806.

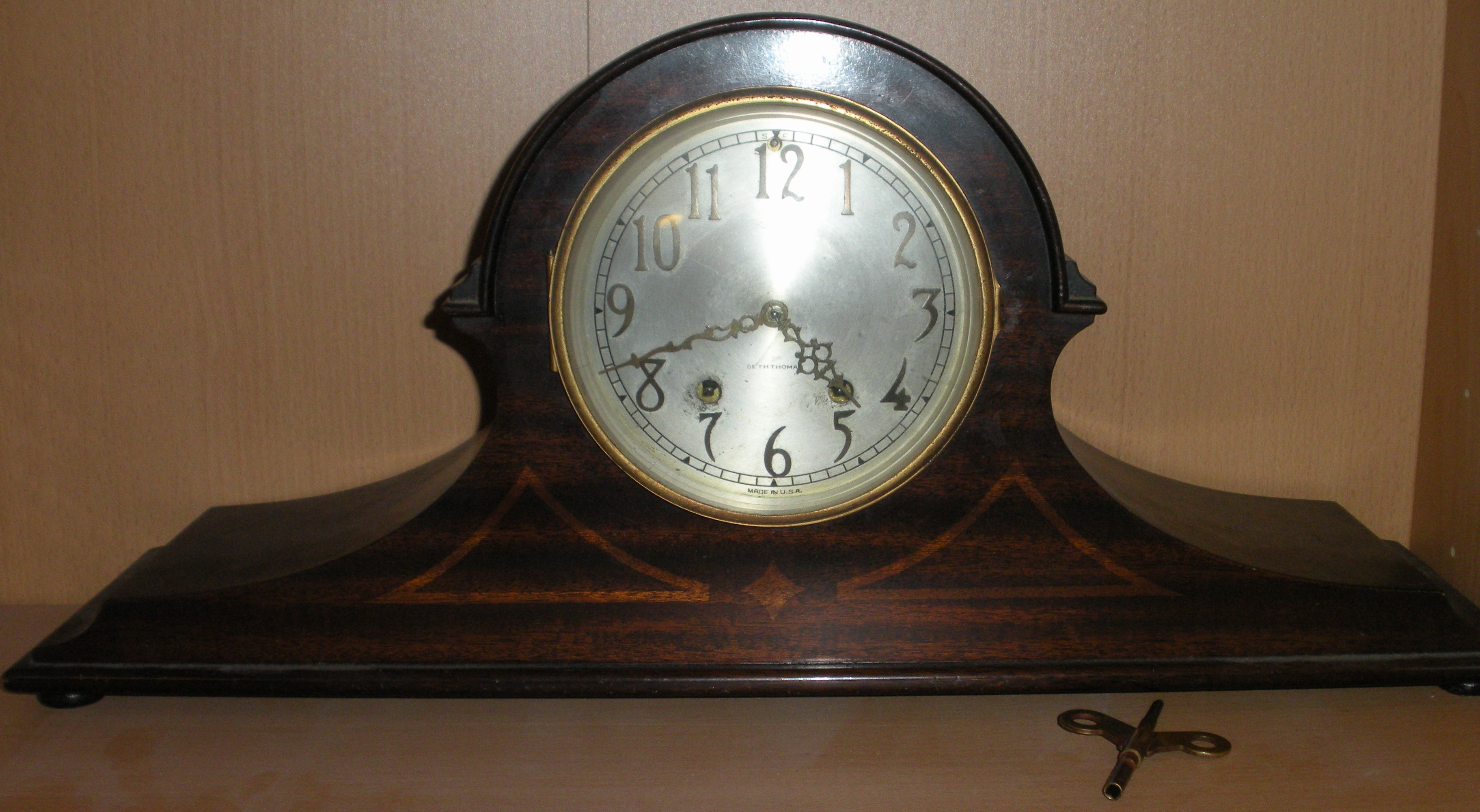
Un reloj de sobremesa estilo tambor estadounidense de Seth Thomas, que data de alrededor de 1930.

Los relojes de sobremesa —o relojes de repisa— son relojes de casa relativamente pequeños que se colocan tradicionalmente sobre la mesa, o en la repisa sobre la chimenea. Se desarrollaron por primera vez en Francia en la década de 1750, distinguiéndose de los relojes de cámara anteriores de tamaño similar debido a la falta de asas de transporte.
Estos relojes son a menudo obras decorativas muy ornamentadas. Se construyen con mayor frecuencia a partir de cualquier combinación de ormolu, porcelana y madera. Uno de los tipos de relojes de sobremesa más comunes y apreciados son los relojes estilo Imperio francés.
El reloj de estantería de Simon Willard (medio reloj, reloj de estantería de Massachusetts) fue un reloj relativamente económico que fue producido por el célebre taller de Roxbury Street de Simon Willard, en Boston, Massachusetts, alrededor de las primeras décadas del siglo XIX. Inmediatamente después de inventar el reloj de banjo, Simon Willard llevó el diseño más allá, diseñando el similar reloj de estante de Massachusetts que estaba relacionado con los relojes de soporte tradicionales. Este tipo de reloj tenía cuerda para ocho días.

## Especificaciones
A diferencia de los relojes de pared, cuyos movimientos estaban sujetos al tablero trasero, el de mesa tenía su movimiento sostenido por un tablero de asiento. En la década de 1790 en Boston, Simon Willard comenzó a vender otros relojes de estantería estandarizados. De hecho, parecía un reloj alto estándar cuyo capó y base estaban directamente unidos y al que le faltaba el cuerpo. Estos modelos incluían un segundero y una esfera de calendario .

## Época georgiana
En los diseños estadounidenses, durante la época georgiana, los relojes de estante de Simon Willard estaban accionados por peso y algunos modelos tenían una base extendida para el peso, por lo que lograron un período de funcionamiento de una semana. Además, tenían un escape de molinete. Su mecanismo de golpe era el estante y el caracol. La longitud del péndulo se podía ajustar a través de un orificio en la esfera del reloj en la posición de las 12 en punto, por lo que no era necesario abrir la caja.

## Artes decorativas victorianas
Algunos relojes de estantería posteriores presentaban dos placas de vidrio con un acabado artístico que estaban al lado de la esfera circular. Todo el reloj estaba montado sobre patas de león. Los relojes de estantería de Willard se produjeron hasta la década de 1830. Los hermanos Willard revolucionaron la fabricación de relojes tanto por división del trabajo como por el uso de múltiples piezas previamente moldeadas. Sin embargo, se acepta comúnmente que históricamente sus relojes no fueron definitivamente populares. En cambio, Eli Terry popularizó la propiedad del reloj entre los estadounidenses comunes. Hoy en día, los relojes de Simon Willard son reconocidos como obras maestras americanas. Como tales, son ávidamente buscados tanto por anticuarios como por museos. Un reloj Simon Willard en perfectas condiciones se puede comprar desde 50 000 hasta 250 000US$.

## Relojes París
Los primeros relojes de sobremesa equipados con un movimiento de péndulo redondo se crearon en París alrededor de 1750. La originalidad de este movimiento se debe esencialmente a la forma de las placas, que son circulares y no rectangulares. Su diseño no es obra de un solo inventor porque los contactos entre los maestros son frecuentes.
En el siglo XIX, las fábricas de relojes, ubicadas principalmente en Franche-Comté o Saint-Nicolas d'Aliermont, Normandía, entregaban maquinarias adaptables, llamados movimientos en blanco a los fabricantes parisinos.
Se trataba de movimientos desnudos formados por 2 platos perforados, los barriletes montados pero sin muelle, el cronómetro, el tren de horas y el tren de sonería. Aún no se ha colocado ni el ancla ni el péndulo y su suspensión. El relojero de acabado cortaba la rueda de escape, delimitando así la longitud del volante. Él lo remataba para hacer un movimiento completo que luego integra en la caja elegida para dar a luz a un reloj de sobremesa.
A principios del siglo XIX, cada semana, unas 100 trabajadores de laminación blanca salían de Saint-Nicolas d'Aliermont hacia la capital, firmando para Honoré Pons o Douillon.
A mediados del siglo XIX se hicieron populares relojes con motivos alegóricos que adornaban las chimeneas de las salas de estar familiares. Las chimeneas, que pierden su aspecto imponente, ahora son parte de la decoración de la estancia. Símbolo de indudable éxito social, el reloj de sobremesa es el centro y elemento principal de esta estancia. Algunos relojes son, por tanto, verdaderas obras de arte de manos de los mejores artesanos.
La locura por el reloj de sobremesa va de la mano con el ascenso de la burguesía durante la Revolución Industrial. En términos de fabricación, la democratización de este reloj se manifiesta en dos formas: la mecanización de la producción de movimientos y la producción de temas reproducidos en varias copias.
A este esfuerzo por reducir los costes se sumó la elección de materiales menos costosos. La producción en serie hizo triunfar el alabastro y bronce pulido, luego dorado con barniz, recuerdan el progreso de la época, como el avión, el tren o el automóvil. Antes, los artistas utilizaban como materiales preferidos el bronce dorado, el mármol, la madera preciosa o el cristal.

## En la cultura popular
Una figura animada de un reloj de sobremesa, " Cogsworth ", es un personaje de las películas de Disney, La Bella y la Bestia (1991; animada), con la voz de David Ogden Stiers, y La Bella y la Bestia (2017; acción en vivo/CGI), retratado por Ian McKellen.